# 无名之辈
《无名之辈》（英語：A Cool Fish）是一部于2018年上映的中國喜剧劇情片。饶晓志导演，由陈建斌、任素汐、潘斌龙、章宇、王砚辉、九孔领衔主演，拍攝於貴州省都勻市，2018年11月16日于中国大陆上映。

## 剧情
在一座山間小城中，一對低配劫匪、一個落魄的潑皮保安、一個身體殘疾卻性格彪悍的毒舌女以及一系列生活在社會不同軌跡上的小人物，在一個貌似平常的日子裡，因為一把丟失的老槍和一樁當天發生在城中的烏龍劫案，從而被陰差陽錯地擰到一起，發生的一幕幕的荒誕喜劇及因果悲劇。

## 演员

### 主演
| 演员姓名 | 角色名称 | 介绍                                                 |
| 陈建斌   | 马先勇   | 工地保安                                             |
| 任素汐   | 马嘉旗   | 因哥哥马先勇酒驾出车祸，成为头部以下高位截瘫的病人。 |
| 潘斌龙   | 李海根   | 外号“大头”，劫匪，喜欢真真想娶她                     |
| 章宇     | 胡广生   | 外号“眼镜” ，劫匪                                    |

### 其他演员
| 演员姓名 | 角色名称 | 介绍                                               |
| 马吟吟   | 肇红霞   | 假名“真真”，梦巴黎的按摩技师。                     |
| 王砚辉   | 高明     | 破产的房地产开发商，马先勇老板。                   |
| 程怡     | 刘雯虹   | 高明情人。                                         |
| 宁桓宇   | 高翔     | 高中生，高明儿子。马依依好友。                     |
| 九孔     | 王顺才   | 马嘉旗房东，为娶她给了马先勇十万元彩礼，真真的客。 |
| 邓恩熙   | 马依依   | 高中生，马先勇女儿。叛逆少女。                     |
| 范翔     | 任曉冲   |                                                    |
| 赵梓冲   |          |                                                    |
| 谢波     | 波仔     |                                                    |
| 史策     |          |                                                    |
| 马睿瀚   |          |                                                    |
| 邓钢     |          |                                                    |
| 林海     |          |                                                    |

## 制作
该片是饶晓志的第二部作。

## 电影歌曲
| 曲序 | 曲目                   |        | 作曲   | 演唱         |
| ---- | ---------------------- | ------ | ------ | ------------ |
| 1.   | 无名之辈（同名主题曲） | 陈嬛   | 汪苏泷 | 汪苏泷       |
| 2.   | 等一等（片尾曲）       | 樊冲   | 樊冲   | 任素汐       |
| 3.   | 胡广生（推广曲）       | 任素汐 | 任素汐 | 任素汐       |
| 4.   | 无名之爱（宣传曲）     | 雷志龙 | 杨秉音 | 程怡、马吟吟 |

## 票房
上映第二周成为内地一周票房冠军，中国累积7.94亿人民币。
| 上一届： 《毒液：致命守护者》 | 2018年中國大陸一周票房冠軍 第47-48週 | 下一届： 《海王 》 |

## 奖项
- 2018年第10屆澳門國際電影節金蓮花獎
  - 最佳故事片大獎
  - 最佳男主角 陳建斌
  - 最佳男配角 潘斌龍
- 2018年第5屆豆瓣電影年度榜單
  - 提名、未得獎：評分最高的華語電影
  - 提名、未得獎：評分最高的喜劇片
- 2019北京大学生电影节
  - 提名、未得獎：最佳男演員
  - 提名、未得獎：最佳女演員